# Leptognatha darlingtoni
Leptognatha darlingtoni is een keversoort uit de familie van de loopkevers (Carabidae). De wetenschappelijke naam van de soort is voor het eerst geldig gepubliceerd in 1953 door C.M.C. Brouérius van Nidek.